# Kasakhstans Premier League
Kasakhstans Premier League er den bedste kaskhstanske fodboldliga for herrer. Ligaen er kontrolleret af det nationale fodboldforbund, Kasakhstans fodboldforbund. Ligaen følger i modsætning til normen kalenderåret, grundet sommer- og vintertempaturer.

## Navneændringer
Kasakhstan Top Division (1992–2001)

Kasakhstans Super League (2002–2007)

Kasakhstans Premier League (2008- )

## Deltagende hold (2019)
| #   | Klub       | Placering | Sæsonen 2018    |
| --- | ---------- | --------- | --------------- |
| 1.  | FK Astana  | Mestre    | Premjer Ligasy  |
| 2.  | „Kairat“   | 2.        | Premjer Ligasy  |
| 3.  | „Tobol“    | 3.        | Premjer Ligasy  |
| 4.  | „Ordabasy“ | 4.        | Premjer Ligasy  |
| 5.  | „Kajsar“   | 5.        | Premjer Ligasy  |
| 6.  | „Žetìsu“   | 6.        | Premjer Ligasy  |
| 7.  | „Aktôbe“   | 7.        | Premjer Ligasy  |
| 8.  | „Sjachtar“ | 8.        | Premjer Ligasy  |
| 9.  | „Atyrau“   | 9.        | Premjer Ligasy  |
| 10. | „Irtysj“   | 10.       | Premjer Ligasy  |
|     |            |           |                 |
| 11. | Okzjetpes  | 1.        | Birinsji Ligasy |
| 12. | FK Taraz   | 2.        | Birinsji Ligasy |

## Sæsonoversigt
| Sæson | Vinder                 | 2. plads                        | 3. plads                 | Topscorer                                                                    | Bedste spiller                                    |
| ----- | ---------------------- | ------------------------------- | ------------------------ | ---------------------------------------------------------------------------- | ------------------------------------------------- |
| 1992  | Kairat                 | Orbadasy (SKIF Ordabasy)        | Irtysh (Traktor)         | Sergei Kogai (Kaisar) - 21                                                   | Sergei Volgin (Kairat)                            |
| 1993  | Irtysh (Ansat)         | Ekibastuzets (Batyr)            | Gornyak                  | Aleksandr Shmarikov (Taraz) - 28                                             | Nikolay Kurganskiy (Ekibastuzets)                 |
| 1994  | Semey (Yelimay)        | Irtysh (Ansat)                  | Ordabasy (Zhiger)        | Oleg Litvinenko (Taraz) - 20                                                 | Kanat Musataev (Ordabasy)                         |
| 1995  | Semey (Yelimay)        | Taraz                           | Shakhter                 | Andrei Miroshnichenko (Semey) - 23                                           | Andrei Miroshnichenko (Semey)                     |
| 1996  | Taraz                  | Irtysh                          | Semey (Yelimay)          | Viktor Antonov (Irtysh) - 21                                                 | Oleg Voskoboynikov (Taraz)                        |
| 1997  | Irtysh                 | Taraz                           | Kairat                   | Nurken Mazbaev (Taraz) - 16                                                  | Oleg Voskoboynikov (Taraz)                        |
| 1998  | Semey (Yelimay)        | Ekibastuzets (Batyr)            | Irtysh                   | Oleg Litvinenko (Semey) - 14                                                 | Oleg Voskoboynikov (Kaisar)                       |
| 1999  | Irtysh (Irtysh Bastau) | Kyzylzhar (Access-Esil)         | Kairat                   | Rejepmyrat Agabaýew (Kairat) - 24                                            | Igor Avdeev (Kyzylzhar)                           |
| 2000  | Astana-64 (Zhenis)     | Kyzylzhar (Access-Golden-Grain) | Irtysh                   | Mendes (Irtysh) - 21                                                         | Igor Avdeev (Kyzylzhar)                           |
| 2001  | Astana-64 (Zhenis)     | Atyrau                          | Kyzylzhar (Esil Bogatyr) | Arsen Tlekhugov (Astana-64) - 30                                             | Arsen Tlekhugov (Astana-64)                       |
| 2002  | Irtysh                 | Atyrau                          | Tobol                    | Yevgeny Lunev (Shakhter) - 16                                                | Evgeniy Lovchev (Astana-64)                       |
| 2003  | Irtysh                 | Tobol                           | Astana-64 (Zhenis)       | Andrei Finonchenko (Shakhter) - 18                                           | Nurbol Zhumaskaliyev (Tobol)                      |
| 2004  | Kairat                 | Irtysh                          | Tobol                    | Ulugbek Bakaev (Tobol) - 22 Arsen Tlekhugov (Kairat) - 22                    | Samat Smakov (Kairat)                             |
| 2005  | Aktobe                 | Tobol                           | Kairat                   | Murat Tleshev (Irtysh) - 20                                                  | Nurbol Zhumaskaliyev (Tobol)                      |
| 2006  | Astana-64 (Astana)     | Aktobe                          | Tobol                    | Jafar Irismetov (Almaty) - 17                                                | David Loria (Astana-64)                           |
| 2007  | Aktobe                 | Tobol                           | Shakhter                 | Jafar Irismetov (Almaty) - 17                                                | Samat Smakov (Aktobe)                             |
| 2008  | Aktobe                 | Tobol                           | Irtysh                   | Murat Tleshev (Irtysh) - 13                                                  | Samat Smakov (Aktobe)                             |
| 2009  | Aktobe                 | Astana (Lokomotiv)              | Shakhter                 | Murat Tleshev (Aktobe) - 18 Wladimir Baýramow (Tobol) - 18                   | Samat Smakov (Aktobe)                             |
| 2010  | Tobol                  | Aktobe                          | Irtysh                   | Ulugbek Bakaev (Tobol) - 16                                                  | Nurbol Zhumaskaliyev (Tobol)                      |
| 2011  | Shakhter               | Zhetysu                         | Aktobe                   | Ulugbek Bakaev (Zhetysu) - 18                                                | Ulan Konysbayev (Shakhter)                        |
| 2012  | Shakhter               | Irtysh                          | Aktobe                   | Ulugbek Bakaev (Irtysh) - 18                                                 | Ulugbek Bakaev (Irtysh)                           |
| 2013  | Aktobe                 | Astana                          | Kairat Almaty            | 🇧🇾Igor Zenkovich (Karagandy ) 12                                             | 🇰🇿 Kairat Nurdauletov ( Astana)                   |
| 2014  | Astana                 | Aktobe                          | Kairat Almaty            | 🇺🇦 Kostiantyn Dudchenkov ( Irtysh) 10                                        | 🇭🇷Josip Knezevic ( Kairat Almaty)                 |
| 2015  | Astana                 | Kairat Almaty                   | Aktobe                   | 🇨🇮 Gerard Bi Goua Gohou ( Kairat Almaty) 18                                  | 🇰🇿 Bauyrzhan Islamkhan ( Kairat Almaty)           |
| 2016  | Astana                 | Kairat Almaty                   | Irtysh Pavlodar          | 🇨🇮Gerard Bi Goua Gohou ( Kairat Almaty) 15                                   | 🇷🇺Andrey Arshavin ( Kairat Almaty)                |
| 2017  | Astana                 | Kairat Almaty                   | Ordabasy Shymkent        | 🇨🇮 Gerard Bi Goua Gohou ( Kairat Almaty) 24                                  | 🇧🇬Preslav Anatoliev Yordanov ( Ordabasy Shymkent) |
| 2018  | Astana                 | Kairat Almaty                   | Tobol                    | 🇦🇲 Marcos Pineiro Pizzelli ( Aktobe)                                         | 🇳🇴 Chuma Emeka Uche Anene ( Kairat Almaty)        |
| 2019  | Astana                 | Kairat Almaty                   | Ordabasy Shymkent        | 🇺🇦 Aderinsola Habib Eseola ( Kairat Almaty) 19 🇭🇷 Marin Tomasov ( Astana) 19 | 🇷🇸 Nenad Adamovic ( Zhetysu)                      |
| 2020  | Kairat Almaty          | Tobol                           | Astana                   | 🇧🇷Joao Paulo Da Silva Araujo ( Ordabasy Shymkent)                            | 🇰🇿 Askhat Tagybergen ( Kaisar)                    |
| 2021  | Tobol                  | Astana                          | Kairat Almaty            | 🇭🇷 Marin Tomasov ( Astana) 17                                                | 🇧🇷 Bryan Silva Garcia ( Atyrau )                  |
| 2022  | Astana                 | Aktobe                          | Tobol                    | 🇵🇹 Pedro Miguel Pina Eugenio ( Astana) 18                                    | 🇧🇷 China ( Aktobe)                                |
| 2023  | Ordabasy Shymkent      | Astana                          | Aktobe                   | 🇧🇷 Joao Paulo Da Silva Araujo ( Ordabasy Shymkent) 17                        | 🇷🇺Dmitri Sergeev ( Kairat Almaty)                 |

Noter:
- Best Player Award af FFK (1992–2005, 2008, 2010-) og GOAL Journal (2006–2007,2009)